# زيد الشهيد
زيد الشهيد روائي عراقي من مواليد 1953 من خريجي جامعة بغداد، كتب الشعر والقصة والنقد الادبي والترجمة والرواية.

## نشأته
مواليد مدينة السماوة بالعراق - عراق 10 مايس/مايو 1953، بكالوريوس لغة إنكليزية -جامعة بغداد - سنة التخرج 1983 
هو الابن الخامس لستة اخوة وثلاث أخوات.
شغف بالادب منذ صغره فقرأ ما على رفوف مكتبة بيتية جمع فيها اخوته الذين يكبرونه من كتب ادبية وفلسفية مثلما اطلع على ما جمعه ابوه من كتب دينية في صناديق كارتونية عديدة. استهواه الشعر ثم اخذته القصة والترجمة والنقد الأدبي، وأخيراً سرقته الرواية ليرفل على خميلة مدها الصعب ولكن الجميل. ساهم في بحوث ودراسات عديدة لمهرجانات وملتقيات كمهرجان المربد لأكثر من مرة وملتقى السياب الأول والثاني وملتقى الرواية الأول ومهرجان الحبوبي ومهرجان المتنبي وغيرها. 
اصدر مجلة ((تراسيم)) عام 2009 وشغل رئيس تحريرها كمجلة فصلية تعنى بالقصة القصيرة جداً، وهي أول مجلة تصدر في العراق وتعنى بهذا اللون الادبي.
عمل مدرساً لمادة اللغة الإنكليزية في المدارس الثانوية: العراق واليمن وليبيا.. وقضى اربعين عاماً في المهنة التربوية.
- عضو اتحاد الادباء والكتاب العراقي.
- عضو اتحاد الادباء العرب.
- عضو نقابة الفنانين - حقل الموسيقى
- معلومات مضافة لسيرة زيد الشهيد
- حرر وقدم الناقد الدكتور فاضل عبود التميمي كتاب (حفيد اوروك.. قراءات في ادب زيد الشهيد) تضمنت دراسات بحثية لاساتذة اكاديمين ونقاد عن دار تموز - دمشق -2009
- اصدر الناقد الدكتور علي متعب جاسم كتاب (من ذات المبدع على الذات المبدعة.. زيد الشهيد في حواراته) عن دار أمل الجديدة - دمشق 2016
- اصدر الناقد الدكتور عزيز حسين علي الموسوي كتاب (كتاب الناس.. النزعة الإنسانية في أدب زيد الشهيد الروائي) عن دار أمل الجديدة - دمشق 2018
- اصدرت الناقدة الدكتورة فوزية لعيوس الجابري كتاب (فن الرواية في سرديات زيد الشهيد) عن دار أمل الجديدة - دمشق 2019
- ولقد نال الباحثون الاتية اسماؤهم  على شهادة الماجستير في أعمال زيد الشهيد، وكما مبين أدناه:
- (الشخصية في روايات زيد الشهيد)     للباحثة وصال طارق العباسي – عن جامعة سمراء 2014
- (تقنيات السرد في روايات زيد الشهيد)  للباحث علاء كريم عاجل  من جامعة المصطفى العالمية – فرع طهران 2016
- (التمثل السردي للتاريخ في روايات زيد الشهيد)   للباحثة مها خالد سلمان  من كلية التربية للعلوم الإنسانية – جامعة ديالى  2018

## إصداراته
- 1993 صدرت له مجموعة (مدينة الحجر) القصصية، إصدارات اتحاد الأدباء العراق، تسلسل.[3]
- 2004 اصدر مجموعته الشعرية (أمي والسراويل) عن دار أزمنة - عمان.
- 2003 صدرت له (حكايات عن الغرف المعلقة) قصص قصيرة جداً، دار أزمنة.
- 2006 أصدر رواية (سبت يا ثلاثاء) عن دار أزمنة – عمّان.
- 2008 أصدر مجموعة (اش ليبه دش) القصصية عن دار تراسيم – بغداد.
- 2008 صدر له كتاب نقدي (من الأدب الروائي – دراسة وتحليل) عن دار الشؤون الثقافية العامة - بغداد.
- 2009 أصدر مجلة (تراسيم) التي تعنى بالقصة القصيرة جدًا ويرأس تحريرها. وهي أول مجلة عراقية تعنى بالقصة القصيرة جدًا.
- 2009 أصدر كتاب ترجمة مسرحية (طريق ضيق باتجاه الشمال العميق) للكاتب الإنكليزي ادوارد بوند.
- 2009 أصدر كتاب قصصي (أسفل فنارات الوقيعة) عن دار الينابيع – دمشق يضم مجاميعه القصصية الثلاث (مدينة الحجر) و (فضاءات التيه) و (إش ليبه دِش).
- 2010 أصدر رواية (فراسخ لآهات تنتظر) عن دار الينابيع.
- 2010 أصدر كتاب (الرؤى والأمكنة) نصوص مستلة من ذاكرة المكان عن دار الينابيع.
- 2010 أصدر (سبت يا ثلاثاء) طبعة ثانية عن دار الينابيع.
- 2010 أصدر (فم الصحراء الناده) قصص قصيرة جدًا، عن دار رند – دمشق
- 2010 أصدر (سحر المسنجر) قصص قصيرة جدًا. عن دار رند - دمشق
- 2010 أصدر رواية (أفراس الأعوام)، عن دار رند – دمشق.
- 2012 أصدر (نساءٌ تراب) قصص قصيرة جداً عن دار رند- دمشق.
- 2012 اصدر كتاب ترجمة رواية (الجواز THE PASSPORT) لهيرتا موللر الحائزة على جائزة نوبل للآداب عام 2009، عن دار تموز - دمشق
- 2012 اصدر الطبعة الثانية من رواية (افراس الاعوام) عن المؤسسة العربية للدراسات والنشر - بيروت
- 2013 اصدر الطبعة الثانية من رواية (فراسخ لآهات تنتظر) عن المؤسسة العربية للدراسات والنشر - بيروت
- 2013 اصدر روابة (اسم العربة أو الرجل الذي تحاور مع النار) عن المؤسسة العربية للدراست والنشر - بيروت
- 2014 اصدر كتاب (مملكة الابداع) عن دار الشؤون الثقافية العامة – بغداد
- 2016 اصدر كتاب ترجمة (أبو الهول بلا سر) – قصص عالمية عن دار أمل الجديدة
- 2016 اصدر المجموعة الشعرية (أشجان الغرباء)  عن دار أمل الجديدة – دمشق
- 2016 اصدر رواية (جاسم وجوليا) عن دار أمل الجديدة - دمشق
- 2016 اصدر رواية (شارع باتا)، عن دار أمل الجديدة – دمشق
- اصدر الرباعية الروائية:
- 1-(الليل في نُعمائه) عن دار أمل الجديدة - دمشق 2016
- 2- (الليل في عليائه) عن دار أمل الجديدة - دمشق 2019
- 3- (الليل في نقائه) عن دار أمل الجديدة - دمشق 2019
- 4- (الليل في بهائه) عن دار أمل الجديدة - دمشق 2019
- 2017 اصدر رواية (السِّفر والأسفار) عن دار أمل الجديدة -دمشق
- 2020 اصدر (قصاصات من كتاب الصحراء)قصص قصيرة جداً، عن دار الورشة- بغداد
- 2021 أصدركتاب (السماوة في القرن العشرين)عن دار مسامير- السماوة- العراق.

## الجوائز
- الجائزة الأولى في مسابقة (تموز الكبرى) التي إقامتها صحيفة (الجمهورية) – بغداد عام 1993.
- الجائزة الأولى في مسابقة (الأدباء التربويين) في الشعر التي أقيمت في محافظة واسط 2007.
- الجائزة الأولى في مسابقة (جعفر الخليلي) للقصة القصيرة التي أقامها اتحاد الأدباء فرع النجف 2009.
- الجائزة الأولى في مسابقة (عبد الإله الصائغ) في القصة القصيرة التي أقامتها مؤسسة النور في السويد 2009.
- الجائزة الثانية في مسابقة القصة التي أقامتها دار الشؤون الثقافية العامة 2009 .
- الجائزة الثانية في مسابقة القصة التي اقامتها هيئة النزاهة العامة – المسابقة الأولى 2010 عن قصة (بعد التحية) التي احتوتها مجموعة (فضاءات التيه)
- الجائزة الأولى في مسابقة الرواية التي اقامتها دار الشؤون الثقافية العامة 2011 عن روايته (أفراس الأعوام)
- الجائزة الأولى في مسابقة القصة القصيرة جداً التي اقامها (منتدى نازك الملائكة) – بغداد 2012

## روابط
- رابط فيديو للروائي